# 土岐頼員
土岐 頼員／舟木 頼春（とき よりかず／ふねき よりはる）は、鎌倉時代末期の武将。土岐氏一門の舟木氏の当主。

## 概要
元亨4年（1324年）9月、鎌倉幕府に反発していた後醍醐天皇の倒幕計画を妻に漏らしたことで露見し、正中の変を引き起こした。
『太平記』巻一「頼員回忠事」によると、頼員も同族の多治見国長らと共に倒幕計画の参加者であり、無礼講という体裁で幾度も開かれた倒幕密議に加わっていた。ある夜、妻との別離を惜しみ、倒幕計画を告白する。妻は六波羅探題評定衆の奉行であった父・斎藤利行へ事の次第を告げ、利行が六波羅探題へ急報したことにより、9月19日には幕府の知るところとなる。
幕府は機先を制し、小串範行・山本時綱に軍を率いらせ、上洛していた土岐惣領家に属する従子、もしくは従兄弟の土岐頼兼（従兄、もしくは伯父の土岐頼貞の十男）や多治見国長、一族の尾里国定、その弟の萩原国実、市原国宗、深澤定氏、猿子国行、舟木頼春（土岐頼員）および、足助氏の当主の足助貞親（加茂重成）を討伐させた。国長らは寡兵で奮戦したが、討ち死に、あるいは自害したという。
朝廷では、日野家一門の日野資朝や日野俊基が捕縛され、鎌倉へ連行された。
土岐頼員（舟木頼春）は、北条氏滅亡後は足利氏に従ったが、世のつまはじきとなり、席田郡の船来山麓に隠れ住んで身を終えた。
妻の父の斎藤利行は、六波羅探題滅亡の時に討死したので、妻は当時本巣郡にあった美江寺に入り尼となった。